# 858 (číslo)
Osm set padesát osm je přirozené číslo, které následuje po čísle osm set padesát sedm a předchází číslu osm set padesát devět. Římskými číslicemi se zapisuje DCCCLVIII.

## Matematika
858 je:
- Abundantní číslo
- Nešťastné číslo
- Nepříznivé číslo

## Astronomie
- (858) El Djezaïr je planetka hlavního pásu, kterou objevil v roce 1916 Frédéric Sy

## Roky
- 858
- 858 př. n. l.